# 班納鎮區 (堪薩斯州傑克遜縣)
班納鎮區（英語：Banner Township）為美國堪薩斯州傑克遜縣轄下的鎮區。2010年美国人口普查中此鎮區人口有328人。

## 地理
班納鎮區涵蓋總面積為93.4平方（36.05平方英里），其中陸地面積為92.8平方（35.82平方英里），水域面積為0.60平方（0.23平方英里）或0.64%。海拔高度395（1,296英尺）。

## 人口統計
根據2010年美國人口普查，班納鎮區人口有328人，其中男性有173人，女性有155人，人口密度為每平方公里3.51人，住房計134戶。鎮區內的白人有274人，非裔美國人有2人，美洲原住民有30人，亞裔美國人有1人，太平洋島裔美國人有0人，其他種族有0人，混血種族則有21人。此外鎮區內有2人為西班牙裔或拉丁裔美國人。此鎮區之年齡中位數為41.1歲，而男性年齡中位數為40.1歲，女性年齡中位數為42.8歲。

## 交通

### 主要公路
- 16號堪薩斯州州道